# Hlohovec, Slovakien
Hlohovec är en stad i distriktet Hlohovec i regionen  Trnava i västra Slovakien.

## Geografi
Staden ligger på en altitud av 156 meter och täcker en area på 64,12 km². Den har ungefär 21 715 invånare (2017).